# Mesobatracis
Els mesobatracis (Mesobatrachia) són un subordre d'amfibis anurs que comprèn 6 famílies, 20 gèneres i 168 espècies.